# نهائي كأس إيطاليا 1967
نهائي كأس إيطاليا 1967 هي المباراة النهائية من منافسة كأس إيطاليا 1966–67، أقيمت المباراة في 14 يونيو 1967، في ملعب أولمبيكو، بين فريقي جمعية كرة القدم ميلان، ونادي بادوفا، وفاز فيها جمعية كرة القدم ميلان، بعد أن هزم نادي بادوفا، بنتيجة 1 - 0، وكان حكم المباراة Mario Bernardis ‏.

## تفاصيل المباراة
لعبت المباراة النهائية في 14 يونيو 1967.
| جمعية كرة القدم ميلان | 1 -0 | نادي بادوفا |
| --------------------- | ---- | ----------- |
| أماريلدو 49 '         |      |             |